# Kabinet-Kaifu II
Het kabinet–Kaifu II (Japans: 第2次海部内閣) was de regering van het Keizerrijk Japan van 28 februari 1990 tot 5 november 1991.

## Kabinet–Kaifu II (1990–1991)
| Ambtsbekleder                                                | Ambtsbekleder     | Ambtsbekleder                             | Functie                                    | Ambtstermijn      | Ambtstermijn      | Partij |
| ------------------------------------------------------------ | ----------------- | ----------------------------------------- | ------------------------------------------ | ----------------- | ----------------- | ------ |
|                                                              | Toshiki Kaifu     | Toshiki Kaifu 海部 俊樹 (1931–2022)       | Premier                                    | 10 augustus 1989  | 5 november 1991   | LDP    |
|                                                              |                   | Sakamoto Misoji 坂本三十次 (1923–2006)    | Secretaris- generaal                       | 28 februari 1990  | 5 november 1991   | LDP    |
|                                                              |                   | Okuda Yoshikazu 奥田敬和 (1927–1998)      | Minister van Binnenlands Zaken             | 28 februari 1990  | 30 december 1990  | LDP    |
| Voorzitter van de Commissie voor Openbare Orde en Veiligheid |                   | Okuda Yoshikazu 奥田敬和 (1927–1998)      |                                            | 28 februari 1990  | 30 december 1990  | LDP    |
|                                                              |                   | Shin Suita 吹田愰 (1927–2017)             | Minister van Binnenlands Zaken             | 28 februari 1990  | 5 november 1991   | LDP    |
| Voorzitter van de Commissie voor Openbare Orde en Veiligheid |                   | Shin Suita 吹田愰 (1927–2017)             |                                            | 28 februari 1990  | 5 november 1991   | LDP    |
|                                                              | Taro Nakayama     | Taro Nakayama 中山太郎 (1924)             | Minister van Buitenlandse Zaken            | 10 augustus 1989  | 5 november 1991   | LDP    |
|                                                              | Ryutaro Hashimoto | Ryutaro Hashimoto 橋本 龍太郎 (1937–2006) | Minister van Financiën                     | 10 augustus 1989  | 15 oktober 1991   | LDP    |
|                                                              | Toshiki Kaifu     | Toshiki Kaifu 海部 俊樹 (1931–2022)       | Minister van Financiën                     | 15 oktober 1991   | 5 november 1991   | LDP    |
|                                                              |                   | Makoto Hasegawa 長谷川信 (1918–1990)      | Minister van Justitie                      | 28 februari 1990  | 13 september 1990 | LDP    |
|                                                              | Seiroku Kajiyama  | Seiroku Kajiyama 梶山静六 (1926–2000)     | Minister van Justitie                      | 13 september 1990 | 30 december 1990  | LDP    |
|                                                              |                   | Sato Megumi 左藤恵 (1924–2021)            | Minister van Justitie                      | 30 december 1990  | 5 november 1991   | LDP    |
|                                                              | Kabun Muto        | Kabun Muto 武藤嘉文 (1926–2009)           | Minister van Economische Zaken             | 28 februari 1990  | 30 december 1990  | LDP    |
|                                                              |                   | Eiichi Nakao 中尾栄一 (1930–2018)         | Minister van Economische Zaken             | 30 december 1990  | 5 november 1991   | LDP    |
|                                                              | Yuji Tsushima     | Yuji Tsushima 津島雄二 (1930)             | Minister van Volksgezondheid en Welzijn    | 28 februari 1990  | 30 december 1990  | LDP    |
|                                                              |                   | Shinichiro Shimojo 下条進一郎 (1920–2013) | Minister van Volksgezondheid en Welzijn    | 30 december 1990  | 5 november 1991   | LDP    |
|                                                              | Shumpei Tsukahara | Shumpei Tsukahara 塚原俊平 (1947–1997)    | Minister van Arbeid                        | 28 februari 1990  | 30 december 1990  | LDP    |
|                                                              | Sadatoshi Ozato   | Sadatoshi Ozato 小里貞利 (1930–2016)      | Minister van Arbeid                        | 30 december 1990  | 5 november 1991   | LDP    |
|                                                              | Kousuke Hori      | Kousuke Hori 保利耕輔 (1934)              | Minister van Onderwijs                     | 28 februari 1990  | 30 december 1990  | LDP    |
|                                                              | Yutaka Inoue      | Yutaka Inoue 井上裕 (1927–2008)           | Minister van Onderwijs                     | 30 december 1990  | 5 november 1991   | LDP    |
|                                                              |                   | Akira Ohno 大野明 (1928–1996)             | Minister van Transport en Infrastructuur   | 28 februari 1990  | 30 december 1990  | LDP    |
|                                                              | Kenzo Muraoka     | Kenzo Muraoka 村岡兼造 (1931–2019)        | Minister van Transport en Infrastructuur   | 30 december 1990  | 5 november 1991   | LDP    |
|                                                              | Tamisuke Watanuki | Tamisuke Watanuki 綿貫民輔 (1927)         | Minister van Bouw en Constructie           | 28 februari 1990  | 30 december 1990  | LDP    |
|                                                              |                   | Yuji Otsuka 大塚雄司 (1929–2010)          | Minister van Bouw en Constructie           | 30 december 1990  | 5 november 1991   | LDP    |
|                                                              |                   | Tomio Yamamoto 山本富雄 (1928–1995)       | Minister van Landbouw, Bosbouw en Visserij | 28 februari 1990  | 30 december 1990  | LDP    |
|                                                              |                   | Motoji Kondo 近藤元次 (1930–1994)         | Minister van Landbouw, Bosbouw en Visserij | 30 december 1990  | 5 november 1991   | LDP    |
|                                                              | Takashi Fukaya    | Takashi Fukaya 深谷隆司 (1935)            | Minister van Communicatie en Post          | 28 februari 1990  | 30 december 1990  | LDP    |
|                                                              | Katsushi Sekiya   | Katsushi Sekiya 関谷勝嗣 (1938)           | Minister van Communicatie en Post          | 30 december 1990  | 5 november 1991   | LDP    |
|                                                              | Yozo Ishikawa     | Yozo Ishikawa 石川要三 (1925–2014)        | Directeur- generaal van de JSDF            | 28 februari 1990  | 30 december 1990  | LDP    |
|                                                              | Yukihiko Ikeda    | Yukihiko Ikeda 池田 行彦 (1937–2004)      | Directeur- generaal van de JSDF            | 30 december 1990  | 5 november 1991   | LDP    |